# Phan Đình Phùng
Phan Đình Phùng (faːn ɗîŋ̟ fûŋm ; né en 1847 et mort le 21 janvier 1896) est un révolutionnaire vietnamien qui a mené des troupes rebelles contre le régime colonial français au Viêt Nam. Il est le plus connu des hauts fonctionnaires confucianistes à s'être impliqué dans la résistance anti-française au dix-neuvième siècle et est célébré comme un héros par les nationalistes du siècle suivant.
Né d'une famille de mandarins originaires de la province de Hà Tĩnh, il se place premier des examens impériaux de la métropole en 1877. Phan s'élève rapidement dans les rangs des fonctionnaires sous l'empereur Tự Đức de l'empire d'Annam, se faisant connaître pour son intégrité et son combat contre la corruption. Phan devient censeur impérial, un poste qui lui permet de critiquer les autres mandarins et l'empereur lui-même. Les enquêtes qu'il lance mènent au renvoi de nombreux mandarins incompétents ou corrompus.
Après la mort de Tự Đức, Phan évite de peu un assassinat pendant les guerres intestines de la cour impériale. Le régent Tôn Thất Thuyết ignore le testament de Tự Đức, et trois empereurs se succèdent en à peine plus d'un an, finissant tous déchus et assassinés. Phan proteste contre les activités de Thuyết ; il est brièvement emprisonné, puis exilé dans sa province d'origine. À ce moment, la France vient de conquérir le Vietnam et de l'intégrer à l'Indochine française. Aux côtés de Thuyết, Phan organise les armées rebelles pour le mouvement Cần vương, qui cherche à expulser les Français et à mettre l'adolescent Hàm Nghi sur le trône d'un Viêt Nam indépendant. Cette campagne continue trois ans, jusqu'à la capture de Hàm Nghi par les Français et son exil en Algérie en 1888.
Phan et son second Cao Văn Thắng continuent leur guérilla, mettant en place un réseau d'espions, de bases militaires et de petites usines d'armement. Cao Văn Thắng est tué fin 1893. Après dix ans de rébellion, Phan, épuisé et cerné par les forces armées françaises, meurt de la dysenterie.

## Carrière de fonctionnaire
Phan naît dans le village de Đông Thái (en), dans la province de Hà Tĩnh. La ville est connue pour former des mandarins très haut placés et accueille des officiers de la cour impérial depuis la dynastie Lê ; douze générations consécutives de la famille Phan sont des mandarins. Les trois frères de Phan qui survivent jusqu'à l'âge adulte deviennent mandarins,. Phan indique dès son enfance qu'il ne s'intéresse pas aux connaissances requises pour devenir mandarin ; il passe néanmoins les examens régionaux en 1876 avec succès, et se classe premier des examens nationaux l'année suivante. Dans sa dissertation, Phan cite le Japon comme exemple de pays asiatique ayant rapidement développé son armée. 

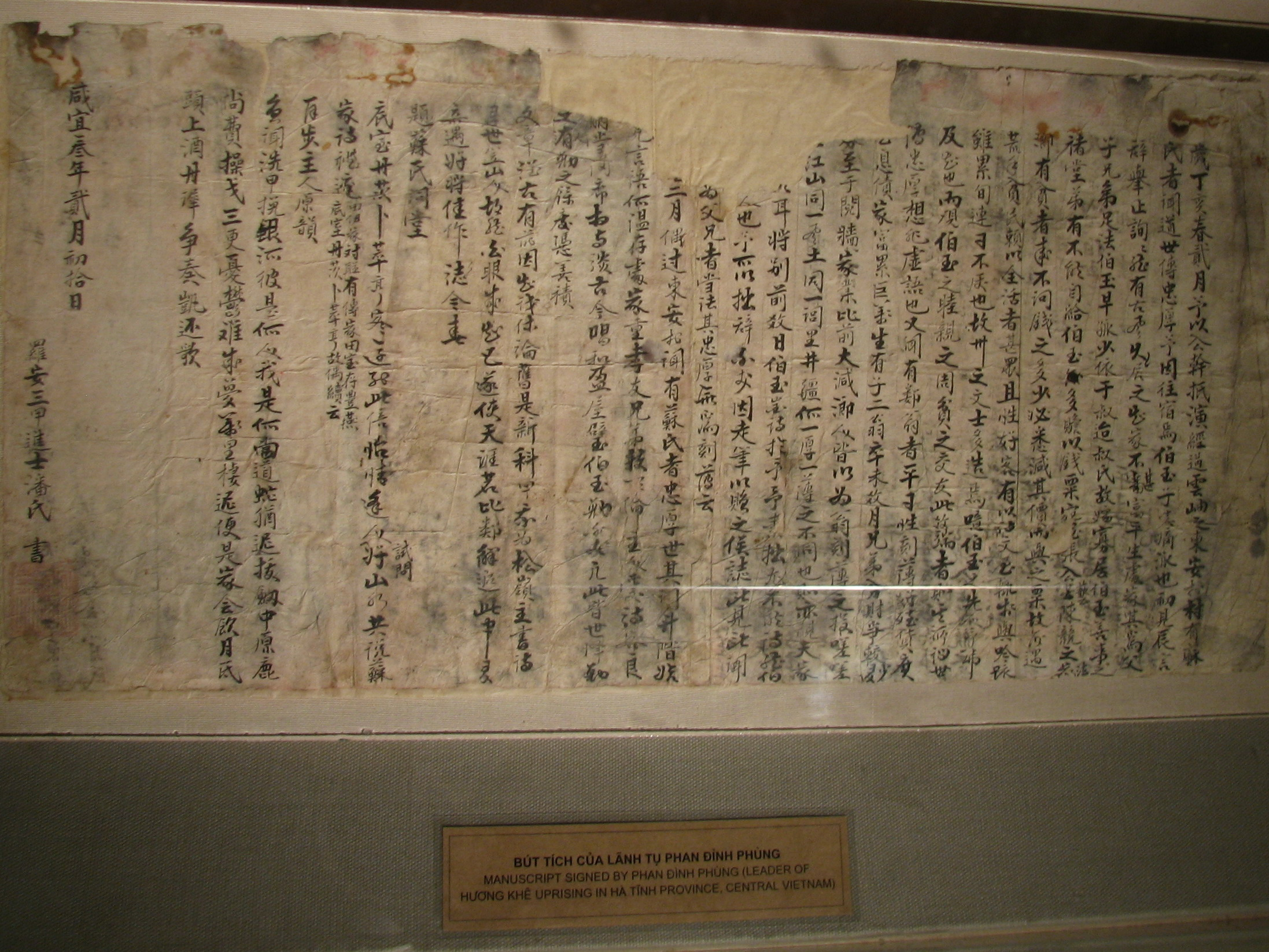
Manuscrit signé par Phan Đình Phùng.

Les excellents résultats académiques de Phan ne font pas sa réputation. Il se hisse rapidement dans les rangs des fonctionnaires sous l'empereur Tự Đức en raison de sa réputation d'intégrité. Il est d'abord nommé mandarin dans la province de Ninh Bình, où il fait punir un prêtre catholique vietnamien qui, avec le soutien implicite des missionnaires français, harcèle des locaux non catholiques. Il en rejette la faute sur la faiblesse militaire et politique du gouvernement impérial vietnamien plutôt que sur le catholicisme dans son ensemble, ce qui apaise la polémique naissante, l'alliance entre les catholiques vietnamiens et les Français étant très impopulaire. Malgré cette action, la capitale le destitue.  
Phan intègre la cour impériale en tant que membre du censorat, une organisation dont la mission est de surveiller le travail des mandarins. Il révèle que la vaste majorité des mandarins ignore l'édit royal exigeant qu'ils s'entraînent régulièrement au tir. Cette dénonciation lui attire l'inimitié de nombreux collègues et la confiance de l'empereur. Tự Đức envoie ensuite Phan en tournée d'inspection dans le Nord du Vietnam. Son rapport cause le renvoi de nombreux fonctionnaires qu'il juge corrompus ou inefficaces, incluant le vice-roi du nord. Il devient censeur impérial, un poste qui lui permet d'accuser les autres fonctionnaires et l'empereur lui-même. À ce poste, il accuse le mandarin le plus puissant du pays, Tôn Thất Thuyết, d'être malhonnête et de prendre des décisions bâclées. En dehors de son travail de lutte contre la corruption, Phan publie en 1883 un ouvrage de géographie historique du Viêt Nam.  
Malgré son importance dans l'empire d'Annam, on ne connaît pas l'avis personnel de Phan sur les relations entre la France et le Viêt Nam, tandis que la France est en train de coloniser le pays. La France commence à coloniser le sud du Viêt Nam en 1858. Après le traité de Saïgon en 1862, trois provinces sont cédées à la France, et trois sont ajoutées pour créer la Cochinchine en 1867. Pendant cette période, la cour Hué voit s'opposer de nombreuses stratégies pour reconquérir le territoire. Un groupe veut le reprendre par la force, un autre propose la diplomatie accompagnée de concessions financières et religieuses. À la mort de Tự Đức en 1883, l'intégralité du Viêt Nam est colonisé et incorporé à l'Indochine française avec le Laos et le Cambodge.  
L'empereur nomme son neveu Kiến Phúc comme successeur, plutôt que l'aîné de ses héritiers Dục Đức, dont il écrit dans son testament qu'il est dépravé et ne mérite pas de régner sur le pays. Menés par Thuyết et sous la pression des femmes de la cour, les régents donnent quand même le trône à Dục Đức,. Phan critique le refus de suivre le testament de l'empereur décédé et refuse d'approuver qui que ce soti d'autre que Kiến Phúc. Il est démis de toutes ses fonctions et échappe de peu à la peine de mort. Trois jours plus tard, Thuyết fait déposer et exécuter Dục Đức, qui n'a pas suivi l'étiquette de la cour, a ignoré les rites de deuil et a eu des relations sexuelles avec les épouses de l'empereur mort. Phan critique à nouveau les actions des régents et est brièvement emprisonné, puis envoyé en exil à sa province natale.  

## Carrière révolutionnaire

### Mouvement Cần Vương
Les régents Thuyết et Nguyễn Văn Tường donnent le trône à Hiệp Hoà après l'exécution de Dục Đức avant de le faire exécuter quand il tente de s'extraire de l'influence des régents. L'adolescent Kiến Phúc accède alors au trône, mais il est empoisonné par sa mère adoptive Nguyễn Văn Thị Hương (vi), une des femmes de Tự Đức, après qu'il l'a surprise pendant un rapport sexuel avec Tường. Il est remplacé par Hàm Nghi, son frère âgé de 14 ans, que Phan soutient,. Pendant cet temps, les Français décident que les régents sont trop disruptifs et s'en débarrassent.
Thuyết a prévu de placer Hàm Nghi à la tête du mouvement Cần vương (mouvement « Aider le roi »), qui vise à se débarrasser du règne français par une rébellion royaliste. Phan soutient l'initiative, installant des bases de rebelles à Hà Tĩnh et mettant en place sa propre armée alors que Thuyết prépare une organisation armée à Thành Tân Sở (vi) pendant plus d'un an,. Thuyết espère obtenir le soutien de la dynastie Qing en Chine, mais Phan estime que l'aide du Siam serait plus efficace. En effet, Gia Long, fondateur de la dynastie Nguyen et arrière-grand-père de Tự Đức, a arrangé un mariage entre sa sœur et le roi de Siam, s'exilant également au Siam dans les années 1780 quand il tente d'accéder au trône. Les appels à l'aide auprès du gouvernement siamois ne leur apportent toutefois que quelques armes à feu et munitions.
La révolte commence le 5 juillet 1885, quand Thuyết lance une attaque surprise contre les forces coloniales après une tentative échouée de diplomatie avec les Français,. Thuyết emmène Hàm Nghi vers la base montagnarde de Tân Sở, près de la frontière avec le Laos, après l'échec de l'attaque. L'empereur publie alors l'édit de Cần Vương qui a été rédigé par le régent, marquant le début officiel de la campagne Cần Vương,.
Phan rassemble des soutiens de son village natal et installe son quartier général sur le mont Vũ Quang, d'où on voit la forteresse française de Hà Tĩnh. L'organisation mise en place par Phan devient un modèle pour les rebelles après lui. Pour plus de souplesse, il divise sa zone d'opérations en douze départements. Ses forces suivent une discipline militaire et portent des uniformes. Il nomme les lettrés locaux comme commandants militaires. La première attaque vise deux villages catholiques voisins qui ont collaboré avec les Français. Les troupes coloniales arrivent quelques heures plus tard, écrasant les rebelles et les forçant à reculer vers leur village d'origine, où les représailles sont lourdes. Phan parvient à s'échapper, mais son frère aîné est capturé par le vice-roi du Viêt Nam du Nord qui avait perdu son poste en raison du rapport négatif de Phan, désormais devenu collaborateur des Français et nommé gouverneur de la province de Nghệ An.
Les Français convainquent un ami d'enfance de Phan de lui écrire une lettre l'implorant de se rendre pour sauver son frère, la tombe de ses ancêtres et son village entier. Phan aurait répondu :
« Nay tôi chỉ có một ngôi mộ rất to nên giữ là nước Việt Nam.

Tôi chỉ có một ông anh rất to là mấy triệu đồng bào.

Nếu về mà sửa sang lại phần mộ tổ tiên riêng mình thì ngôi mộ cả nước ai giữ?

Về cứu sống ông anh của riêng mình thì còn bao nhiêu anh em trong nước ai cứu? »
« Depuis que j'ai intégré avec toi le Cần Vương, j'ai fait le choix d'oublier la question de la famille et du village.

Je n'ai désormais qu'une seule tombe, une tombe immense qui doit être défendue : la terre vietnamienne.

J'ai un seul frère, très important, qui est en danger : plus de vingt millions de compatriotes.

Si je m'inquiète de mes propres tombes, qui s'occupera de défendre les tombes du reste du pays .

Si je sauve mon propre frère, qui sauvera tous les autres frères du pays ?

Je ne peux plus mourir que d'une seule façon. »
Plus tard, une autre version veut que Phan ait simplement répondu « Si quelqu'un découpe mon frère en morceaux, souviens-toi de m'envoyer un peu du ragoût. » Quelle que soit la réponse, elle est vue comme un grand acte de patriotisme et fait de lui une légende auprès de la population anti-coloniale. Il ne se fait cependant pas d'espoirs sur la possibilité de repousser les Français, affirmant que leur destin est de mener un combat perdu d'avance et qu'ils l'acceptent.
Phan mène sa rébellion avec Cao Văn Thắng, le dirigeant d'une bande de bandits protégé par les forces de l'empereur par le frère de Phan dix ans plus tôt. Son armée, bien formée et très disciplinée, opère dans les provinces de Thanh Hóa au Nord, Hà Tĩnh et Nghệ An au centre et Quảng Bình dans le Sud, avec plus de succès dans le centre du pays. En 1887, Phan décide n'avoir pas adopté la bone stratégie : il ordonne à ses subordonnés d'abandonner les batailles rangées et de se tourner vers les tactiques de guérilla. Ses hommes construisent un réseau de camps de base, de cachettes de nourriture, d'espions et de fournisseurs paysans. Phan voyage vers le Nord pour coordonner les plans stratégiques et tactiques avec d'autres dirigeants rebelles. Pendant ce temps, Cao Thắng mène un millier d'hommes armés de 500 fusils. Il y ajoute 300 fusils en démontant et en faisant copier des Fusils Gras de 1874 : ces copies sont effectuées par des artisans vietnamiens capturés. Des officiers français ayant capturé ces mêmes artisans plus tard estiment que les armes ont été parfaitement copiées, à l'exception des ressorts improvisés à partir de baleines de parapluies et l'absence d'un canon rayé permettant plus de distance et de précision.
Malgré la qualité des copies, les armes utilisées par les rebelles de Phan sont largement inférieures à celles de leurs adversaires, et ils sont suffisamment près des côtes pour que la marine nationale française puisse tirer sur leurs bases. Les Vietnamiens ne reçoivent pas de soutien de la Chine, et les puissances européens comme le Portugal, les Pays-Bas et le Royaume-Uni refusent de leur vendre des armes pour diverses raisons. Phan doit donc mettre en place des routes terrestres pour recevoir des armes de Siam sans se faire intercepter par la marine française. Il ordonne à ses partisans de créer un chemin secret de Hà Tĩnh au nord du Siam en passant par le Laos, et une route passant par le mont Vũ Quang est certainement mise en place vers 1888. On ne sait pas si Phan a lui-même visité la Thaïlande. Une rebelle du nom de Co Tam lui sert d'acheteuse des armes dans le district de Tha Uthen (en) où vit une importante diaspora vietnamienne. En 1890, l'armée siamoise transporte environ 1000 fusils à répétition de Bangkok à Luang Prabang, mais on ne sait pas si elles arrivent aux rebelles ou servent à d'autres activités de Co Tam.
En 1888, le garde du corps Muong de Hàm Nghi, Trương Quang Ngọc (en), le trahit. L'empereur est capturé et déporté vers l'Algérie,.

### Après le mouvement Cần Vương
Phan et Cao Thắng se battent dans les montagnes de Hà Tĩnh, Nghệ An et Thanh Hóa. Ils font construire quinze bases rebelles pour compléter le quartier général de Vũ Quang. Chacune de ces bases a un commandant adjoint, qui est responsable de 100 à 500 combattants. Les opérations sont financées par les villageois locaux par une taxe payée en argent et en riz,,. Les bases locales sont fournies par les villages voisins et les bénéfices envoyés à Vũ Quang. Les combattants de Phan trouvent et vendent de l'écorce de cannelle pour lever des fonds, tandis que les paysans des plaines donnent le métal dont ils ne se servent pas afin de produire des armes,.
Quand Phan revient dans le centre du pays en 1889, son premier ordre est de trouver Trương Quang Ngọc, qui a trahi l'empereur. Lorsque Ngoc est retrouvé, Phan l'exécute lui-même à Tuyên Hóa. Il commence ensuite une série d'escarmouches et d'attaques de petite envergure des infrastructures françaises jusqu'en 1890, sans grand succès. Les Français s'appuient sur des armées de district et provinciales pour sécuriser leurs forts toujours plus nombreux et habituellement supervisés par un lieutenant français. Fin 1890, les Français tentent de prendre des villages des plaines et d'isoler leur population des rebelles montagnards, mais la manœuvre échoue. Au printemps 1892, les Français échouent à purger Hà Tĩnh, et en août, Cao Thắng prend la capitale de la province. Les rebelles prennent la prison et libèrent leurs compatriotes, tuant de nombreux soldats vietnamiens qui défendent la prison au nom des forces coloniales. En retour, les Français intensifient leurs attaques contre Phan, qui passe le reste de 1892 à subir une grande offensive française faisant reculer les troupes rebelles. Deux bases tombent aux mains des Français et les liens entre les rebelles et les villages des plaines sont affectés. Cela s'ajoute à une pénurie de nourriture, de fournitures, d'informations et de recrues. Les Français continuent à ériger des forts tout autour de la zone rebelle de plus en plus étriquée. La seule victoire des combattants de Phan pendant cette période est l'acquisition de poudre à canon depuis Siam, qui leur permet de mélanger les poudres étrangère et locale à parts égales plutôt qu'un volume à quatre comme avant.
En septembre 1892, Tống Duy Tân (en), chef des royalistes de Thanh Hóa, est capturé et exécuté publiquement,. Nguyễn Thiện Thuật (en), responsable des provinces septentrionales, fuit vers le Guangxi. Leurs soutiens partent vers le sud et intègrent les forces armées de Phan.
Mi-1893, Cao Thắng propose une attaque de grande envergure sur la capitale de Nghệ An et ses postes français voisins. Le plan proposé à Phan inclut des diversions vers le sud et la formation de près de 2 000 hommes aux tactiques militaires classiques. Phan accepte le plan avec réticence. L'armée rebelle prend plusieurs petits forts, mais le gros des troupes est battu en attaquant le fort de No le 9 septembre 1983. Cao Thắng et son frère sont tous deux blessés mortellement en menant une attaque frontale avec seulement 150 soldats, et les rebelles se dispersent. Phan voit la mort de Cao Thắng comme une perte très grave. Il continue à penser qu'il faut pousser les Français le plus possible pour montrer à la population qu'il existe une alternative à ce qu'il voit comme une attitude défaitiste de la cour Hué.

### Chute
Hoàng Cao Khải (en), le vice-roi du Tonkin nommé par la France, comprend mieux les intentions de Phan que les colons. Il est originaire d'une famille noble et lettrée installée dans le même village que celle de Phan. Il devient le principal soutien de la résistance à tout prix contre les forces armées de Phan. Fin 1894, les parents et soutiens supposés des rebelles sont intimidés et de nombreux commandants de la résistance sont tués. Les communications sont bloquées et les caches rebelles deviennent mal protégées. Les forces françaises arrêtent la famille de Phan et déterrent ses ancêtres pour en exposer les restes à Hà Tĩnh,.

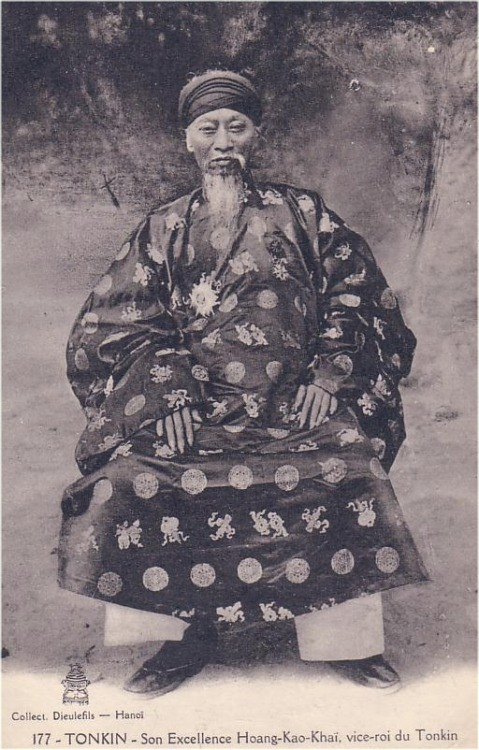
, vice-roi du Tonkin et ennemi de Phan.

Khải fait informer Phan de la nouvelle via un membre de sa famille. Phan répond par écrit. Dans son message, Khải fait mention des origines partagées des deux hommes et promet à Phan qu'il demandera son amnistie en échange de sa reddition auprès du gouverneur général Jean-Marie de Lanessan et d'autres hauts fonctionnaires français. Khải vante la justice, la loyauté et la détermination de Phan à restaurer la monarchie. La réponse de Phan est extrêmement formelle. Phan en appelle au nationalisme vietnamien, rappelant la résistance de son pays contre les invasions chinoises des dynasties Han, Tang, Song, Yuan et Ming, en déduisant qu'un pays mille fois plus puissant que le Viêt Nam ne peut toujours pas l'annexer. Il en conclut que c'est parce que le destin de son pays est écrit par le Ciel.
Phan affirme que la responsabilité de la souffrance du peuple vietnamien ne peut être attribuée qu'à la violence française. Il ajoute enfin que des « groupes d'hommes insignifiants et mesquins » essaiment autour des forces coloniales, attaquant là de façon voilée son interlocuteur,.
Khải traduit la missive en français et la présente à Lanessan, lui enjoignant de détruire la rébellion pour de bon. En juillet 1895, les commandants de la zone française appellent 3 000 soldats supplémentaires pour cerner les trois bases rebelles restantes. Les révolutionnaires parviennent à mener des embuscades nocturnes, mais Phan attrape la dysenterie et doit être déplacé à l'aide d'une civière. Un mandarin collaborateur des Français, Nguyễn Thân (vi), qui a auparavant pacifié Quảng Ngãi et Quảng Nam, est envoyé isoler les rebelles des villages qui les soutiennent. Sans ravitaillement, les rebelles mangent des racines et du maïs séché, trouent leurs chaussures usées et dorment sans abri ni couverture,. Phan meurt de la dysenterie le 21 janvier 1896 et ses soutiens capturés sont exécutés. Un rapport de Lanessan au ministère des Colonies annonce que la résistance au protectorat a été écrasée.

## Postérité
Ngô Đình Khả (en), un mandarin catholique et le père de Ngô Đình Diệm, est un membre de l'administration coloniale française. Selon certaines sources, il fait exhumer la tombe de Phan et incorpore ses restes dans la poudre utilisée pour exécuter les révolutionnaires. D'autres sources accusent Nguyễn Thân, tandis que les historiens Nguyễn Quang Tô et Tôn Thất Thọ affirment qu'il s'agit d'une légende urbaine.

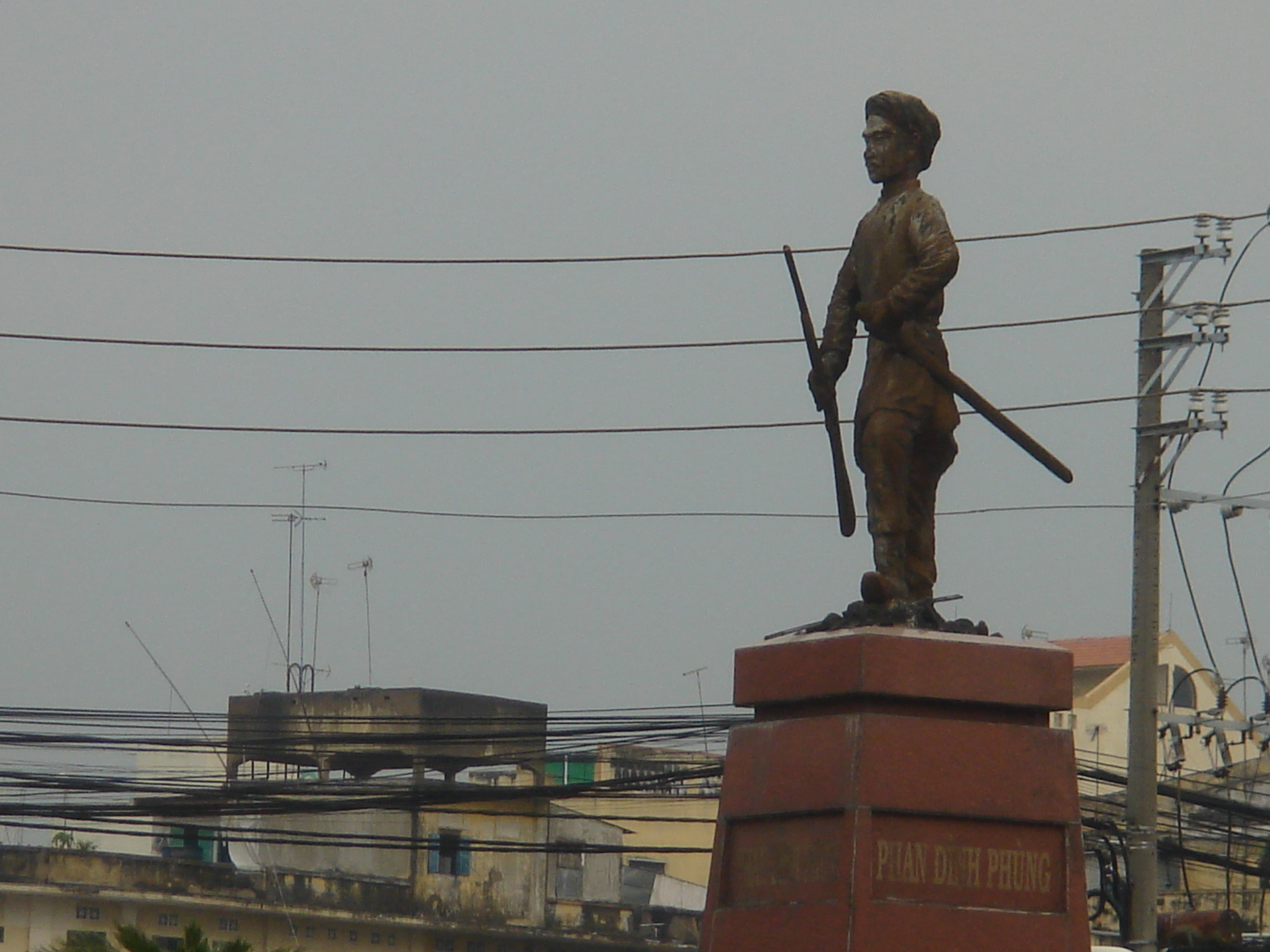
Statue de Phan Đình Phùng dans le 5e arrondissement de Ho Chi Minh Ville, Vietnam.

Phan est reconnu comme un héros révolutionnaire du Viêt Nam. Phan Bội Châu fait souvent son éloge dans ses écrits, notamment pour son refus de faire confiance à Hoàng Cao Khải (en).
Hô Chi Minh, à son retour au Viêt Nam en 1941, mentionne Phan dans ses discours encourageant le public à soutenir son mouvement indépendantiste. Les Việt Minh donnent le nom de Phan à leurs grenades dans les années 1940. Les communistes sous Hô Chi Minh se présentent souvent comme l'incarnation moderne de Phan, Lê Lợi, Nguyễn Huệ et Trương Định (en),,. 
Des avenues de Hanoï et de Hô Chi Minh-Ville portent le nom de Phan, ainsi qu'un lycée à Hanoï et un complexe sportif à Hô Chi Minh-Ville.